# Let’s Go Get Stoned
Let’s Go Get Stoned – piosenka z 1965 roku, napisana przez duet Ashford & Simpson oraz Joeya Armsteada. Pierwotnie nagrana została przez zespół The Coasters. W roku 1966 amerykański muzyk Ray Charles zarejestrował własną wersję utworu, który wydany został na singlu. Uplasował się on na szczycie notowania Hot R&B/Hip-Hop Songs, natomiast na Billboard Hot 100 dotarł do pozycji 31. Piosenka ukazała się krótko po wyjściu z odwyku Charlesa, gdzie walczył z szesnastoletnim uzależnieniem od heroiny.